# Нафтовидобування

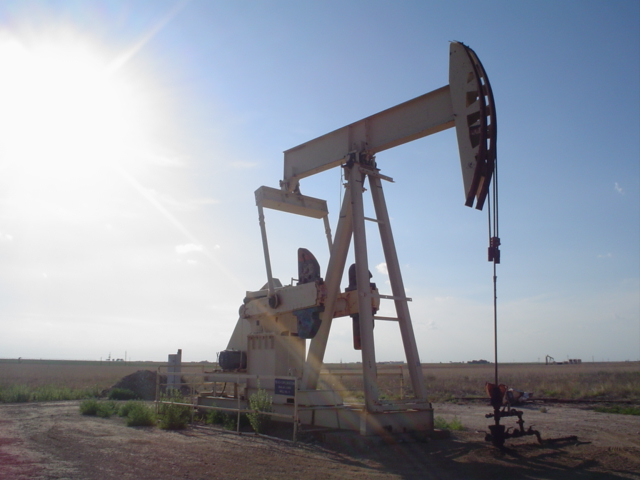
Верстат-качалка

Нафтовидобува́ння (англ. extraction of petroleum, нім. Erdölgewinnung f) — технологічний процес видобування нафти і супутних нафтових газів із земних надр, збирання цих продуктів і попереднє очищення їх від води та твердих домішок.

## Загальний опис
Див. також * Список країн за видобутком нафти
Основні способи нафтовидобування: фонтанний (з використанням природного фонтанування нафти), компресорний (за рахунок енергії стисненого природного газу або повітря, що подається від компресора в свердловину) і глибиннонасосний (найпоширеніший — із застосуванням занурених у бурову свердловину штангових та інших насосів).
Добування нафти із свердловин відбувається або за рахунок природного фонтанування під дією пластової енергії, або шляхом використання одного з декількох механізованих способів підйому рідини.
На початковій стадії розробки родовищ переважає фонтанний видобуток, а в міру ослаблення фонтанування свердловину переводять на механізований спосіб видобутку.
До механізованих способів відносяться: газліфтний або ерліфтний, і глибинно-насосний (за допомогою штангових, погружних електроцентробіжних, гідропоршневих і гвинтових насосів). Штангові глибинно-насосні свердловини складають до 50 % усіх експлуатованих свердловин, 15,0 % фонтанні, 12 % свердловини з зануреними електроцентробіжними насосами, 30 % газліфтні свердловини. Способами експлуатації свердловин, що розвиваються є газліфтний, і спосіб, із застосуванням заглиблених електроцентробіжних насосів, який дозволяє відбирати із свердловин велику кількістьрідини (води і нафти).
В США 8 % свердловин експлуатуються фонтанним способом і 92 % — механізованим. На родовищах нафти Близького Сходу велика частина свердловин експлуатується фонтанним способом.
Промисловий видобуток нафти в Україні (в Галичині) розпочався з 1853 р., а першу нафту механізованим способом (із свердловини) одержано 1861 року у м. Бориславі на Прикарпатті.

## Способи нафтовидобутку
Розробка родовищ нафти проводиться шляхом будівництва нафтових свердловин і шахтним методом.
За способами вилучення свердловини рідини сучасні методи нафтовидобутку діляться на:
- Фонтан (вихід флюїду відбувається за рахунок різниці тиску в продуктивному пласті і тиску на гирлі свердловини)
- газліфт
- Насосно-компресорний видобуток, в тому числі з використанням різних видів насосів:
  - установка електровідцентрового насоса (ЕВЦН)
  - установка гвинтового насоса (ГВН)
  - установка нафтового свердловинного насоса (ШСН)

та ін.
Застарілі (історичні) методи видобування нафти:
- - колодязний метод видобування нафти
  - либакування

## Збирання видобутої нафти
Збирання видобутої нафти — процес транспортування по трубопроводах нафти, води і газу (нафти видобувної) від свердловин до центрального збірного пункту.

## Підготовка видобувної нафти
Процес отримування товарної продукції на нафтовому промислі, який включає технологічні процеси сепарації, стабілізації, зневоднення (деемульсації) і знесолення нафти, очищення стічної води від емульгованої нафти і механічних домішок (шламу), а також осушування (від водяної пари) і очищення (від сірководню і діоксиду вуглецю) нафтового газу.
В сепараторах з видобутої нафти відокремлюють супутний газ і тверді домішки, на спеціальних установках її обезводнюють і знесолюють, після чого перекачують по нафтопроводах за призначенням.

## Фактори у нафтовидобуванні
ФАКТОР ВОДНИЙ — у нафтовидобуванні — відношення об'єму вилученої із покладу води до об'єму вилученої нафти за нормальних чи стандартних умов (накопичений з початку розробки покладу, за рік, за місяць, за добу).
ФАКТОР ГАЗОВИЙ — у газо- і нафтовидобуванні — відношення об'єму видобутого природного газу до об'єму видобутої нафти за нормальних умов (накопичений з початку розробки, за рік, за місяць, за добу).
ФАКТОР ГАЗОКОНДЕНСАТНИЙ — у газовидобуванні — відношення об'єму видобутого газоконденсату до об'єму видобутого природного газу за нормальних чи стандартних умов (накопичений з початку розробки покладу, за рік, за місяць, за добу).

## Методи нафтовидобутку
Див. також: Методи підвищення нафтовилучення
Виділяють три методи нафтовидобутку, залежно від тисків у нафтоносному пласті і способів його підтримки
Первинний метод
Нафта надходить з пласта під дією природних сил, що підтримують високий тиск в пласті, наприклад, заміщення нафти підземними водами, розширення газів, розчинених у нафті, та ін. Коефіцієнт вилучення нафти (КВН) при цьому методі становить 5-15 %.
В одних випадках тиск у пласті достатній для того, щоб нафта піднялася до поверхні. В інших випадках потрібне використання насосів: заглибних, штангових (використовуються разом з верстатом-качалкою), електричних (наприклад, ЕЦН), технологій Ерліфт або Газліфт.
Вторинний метод
Див. Видобування нафти вторинне
Після вичерпання природного ресурсу підтримки тиску, коли його вже недостатньо для підйому нафти, починається застосування вторинних методів. В пласт підводять зовнішню енергію у вигляді закачуваної рідини (прісної води), природного або попутного газу. Методи досягають КВН близько 30 %, в залежності від властивостей нафти і порід резервуара. Сумарний КВН після застосування первинних і вторинних методів знаходиться зазвичай в межах 35-45 %.
Закачування води значно підвищує обводненість нафти, іноді аж до 95 %, що вимагає значних зусиль для їх розділення.
Третинний метод
Див. Видобування нафти третинне
Третинні методи (раніше Tertiary oil recovery, потім частіше став вживатися термін enhanced oil recovery) збільшують рухливість нафти для збільшення нафтовіддачі. Дані методи дозволяють підвищити КВН ще на 5 % — 15 %.
Один з варіантів теоретичних методів, TEOR, пов'язаний з нагріванням нафти в пласті для зменшення її в'язкості. Часто застосовується закачування водяної пари, іноді також використовують спалювання частини нафти на місці (безпосередньо в пласті).
Також в пласт можуть накачуватися ПАР (детергенти) для зміни поверхневого натягу між водою і нафтою .
Третинний метод починають використовувати, коли вторинний перестає бути адекватним, але тільки за умови, що видобуток нафти залишається рентабельним. Таким чином, використання методу залежить як від вартості обраного способу вилучення, так і від цін на нафту.
Найбільш широко (більше 100 впроваджень) застосовуються теплові та газові (CO2) третинні методи. У першому десятилітті XXI століття за рахунок третинних методів видобувалося за оцінками Aramco близько 3 мільйонів барелів на день (з них 2 мільйони — за рахунок теплових методів), що становить близько 3,5 % від загальносвітового нафтовидобутку.

## Інтенсифікація видобутку нафти
Для інтенсифікації нафтовилучення застосовують:
- Теплові методи підвищення нафтовилучення
  - Теплофізичні методи підвищення нафтовилучення
  - Термохімічні методи підвищення нафтовилучення
    - Внутрішньопластове горіння
    - Внутрішньопластовий вибух
- Заводнення
- Витіснення нафти вуглекислим газом
- Гідравлічний розрив пласта
- Реагентна обробка нафтових свердловин
- Акустична обробка нафтових свердловин
- Електрогідравлічна обробка нафтових свердловин
- Азотно-імпульсна обробка нафтових свердловин
- Об'ємний хвильовий вплив на нафтове родовище
- Віброхвильовий вплив на породи продуктивного нафтового пласта
- Електрична обробка нафтових свердловин
- Реагентно-гідроімпульсна віброструминна обробка нафтових свердловин
- Газодинамічний розрив пласта
- Підвищення дебіту нафтових свердловин електромагнітним діянням

Хороші результати з інтенсифікації вилучення нафти з нафтогазоносного пласта може дати витіснення нафти нагнітанням зрідженого попутного газу. Однак висока вартість скрапленого газу викликає значне збільшення витрат на видобуток витісненої нафти. Аналогічні результати при такому ж підвищенні вартості нафти може дати нагнітання газу під тиском 10 — 30 МПа в пласт з легкою нафтою, збагаченою розчиненим газом. У майбутньому роль третинних способів видобутку нафти (у тому числі теплових) зросте. Основні витрати при тепловій дії на нафтові родовища — це виробництво теплоти. Тому здешевлення процесу підготовки теплоносія є центральним питанням підвищення економічної ефективності зазначеного способу видобутку нафти.
Перспективним також є використання при видобутку нафти глибинної теплоти Землі. Геотермальна енергія дозволить прогрівати стволи експлуатаційних свердловин і закачану у привибійні пласти пару. Вона може бути використана також для теплової дії на нафтові пласти гарячою водою при різних схемах заводнення, у тому числі для прогріву пласта закачуванням пари. Проте використання природних термальних вод і пари обмежується тим, що нафтові родовища не завжди розташовуються в районах геотермальних джерел. Вихід із цього становища бачиться в тому що, як, джерело гарячої води і пари можуть використовуватися штучно створювані підземні теплові котли (теплообмінники).
Вилучення нафти за рахунок природного виснаження пластової енергії, (англ. blowdown recovery; нім. Erdölgewinnung f auf Grund m der natürlichen Schichtenerschöpfung f) — видобування нафти із покладу на режимі виснаження природної пластової енергії.
Випереджуюча розробка пласта, (англ. advanced reservoir development; нім. zuvorkommende Schichteausbeutung f) — розробка багатопластового експлуатаційного об'єкта, що передбачає відбирання нафти з найбільш дебітного продуктивного пласта (особливо якщо він є нижнім) вищими темпами, ніж з інших пластів об'єкта.
Випереджуюча розробка газової шапки, (англ. advanced development of gas cap; нім. zuvorkommende Ausbeutung f der Gaskappe f) — введення в розробку газової шапки, яке випереджує в часі розробку нафтової частини нафтогазового покладу.
Вирівнювання профілю припливу,(англ. equalization of influx (inflow) profile; нім. Messung f des Zuflussprofils n) — виконання операцій, що скеровані на збільшення припливу рідини із низькопроникних пластів і обмеження припливу води із високопроникних пластів шляхом діяння на привибійну зону даної свердловини або регулювання нагнітання води по розрізу експлуатаційного об'єкта в сусідніх нагнітальних свердловинах чи створення потокоскеровувальних бар'єрів у міжсвердловинних зонах пласта.

## Екологія нафтовидобування
Пошуки, розвідка і розробка нафтогазових родовищ супроводжуються великими порушеннями природної рівноваги в навколишньому середовищі, різною формою її забруднення, про що ми повинні добре знати і які, по можливості, повинні бути зведені до мінімуму. Забрудненюється земна поверхня, підземні води, атмосфера; порушується ізоляція окремих водоносних і нафтогазоносних шарів і горизонтів, що супроводжується міжпластовими перетіканнями, позначається на загальних запасах, іноді призводить до втрати якихось скупчень вуглеводнів.
Великим забруднювачем є й нафтогазовий комплекс. На всіх його стадіях (видобуток нафти, виділення супутніх газів і води, збереження, транспортування, переробка) відбувається забруднення атмосфери, ґрунтів, водних об'єктів нафтою і нафтопродуктами (фенолом, бензолом, толуолом, етиловим ефіром тощо). Районам, де здійснюється видобуток нафти, властиве забруднення водойм, оскільки нафта і нафтопродукти можуть знаходитися як у вигляді поверхневої плівки або емульсії, так і в розчиненому стані. Наявність у воді цих забруднювачів згубно відбивається на її якості. Негативний вплив нафтопродуктів позначається і на рибному господарстві: навіть незначні домішки нафтопродуктів у водоймах надають рибі неприємного присмаку і запаху, а у великій кількості призводять до її загибелі. Нафтопродукти у водойми надходять в основному під час розливу з нафтосховищ, аварій на нафтопроводах, залізничних перевезень, а також внаслідок змиву дощовими і талими водами з промислових територій, на яких видобувають і переробляють нафту. Оскільки за термічної обробки вуглеводневих сполук виділяються канцерогенні речовини, нафто- і газопереробні заводи забруднюють ними довкілля за відсутності надійних природозахисних систем.
Головним завданням на найближчу перспективу є запобіганнязбільшенню рівня забруднення та виснаженню природних об'єктів.
Характерними забруднюючими речовинами, які утворюються в процесі видобування нафти є вуглеводні (48 % сумарного викиду в атмосферу) оксиди вуглецю (33 %), тверді речовини (20 %). Тому кращим прийомом підготовки нафти до транспортування є напірний, як більш герметичний, який, крім того, може доповнюватись стабілізаційними заходами в спеціальних ректифікаційних колонах.
Розв'язання проблем техногенно-екологічної безпеки потребує: — здійснення перебудови техногенного середовища, технічного переозброєння виробничого комплексу на основі впровадження новітніх наукових досягнень, енерго- і ресурсозберігаючих технологій, безвідходних та екологічно безпечних технологічних процесів, застосування відновлюваних джерел енергії, розв'язання проблем знешкодження і використання всіх видів відходів; — налагодження ефективного екологічного контролю занауково-дослідними роботами із створення об'єктів штучного походження, їх проектуванням, будівництвом та функціонуванням зметою управління техногенними навантаженнями, раціональним використанням природних ресурсів і розміщенням продуктивних сил; — проведення класифікації регіонів України за рівнями техногенно-екологічних навантажень, створення карт техногенно-екологічних навантажень; — розробки методології визначення ступеня екологічного ризику для довкілля, обумовленого техногенними об'єктами; — проведення досліджень з метою створення системи моделей моніторингового контролю за об'єктами спостережень упромисловості, енергетиці, будівництві, транспорті і сільському господарстві.
Програма дій передбачає заходи щодо протидії двом типам шкідливих впливів техногенного середовища: — в режимі нормальної експлуатації, зумовленої недосконалістю техніки та технології виробництва, переробки відходів; — в аварійному режимі, внаслідок відхилення від звичайнодопустимих умов експлуатації, що спричиняє або може спричинити такий вплив на людину та природні об'єкти.

## Програмне забезпечення
- Комплексне моделювання активів
- Petex IPM

## Інтернет-ресурси
- Методи розробки важких нафт і природних бітумів